# 揚西維爾鎮區 (北卡羅萊納州卡斯韋爾縣)
揚西維爾鎮區（英語：Yanceyville Township）是位於美國北卡羅萊納州卡斯韋爾縣的一個鎮區。

## 地方資料
揚西維爾鎮區的面積為129.24平方千米，皆為陸地。根據2020年美國人口普查的數據，當地共有人口3474人，而人口密度為每平方千米26.88人。